# Rolf Knorr
Rolf Knorr (* 30. April 1929 in Berlin; † 16. April 2015 ebenda) war ein deutscher Hockeyspieler.

## Biografie
Obwohl auch ein begeisterter Tennisspieler, engagierte sich Knorr in erster Linie für den Hockeysport, den er im Berliner Hockey Club ausübte. Diesem Verein gehörte er seit seinem 9. Lebensjahr über 76 Jahre bis zu seinem Tode an. Als Spieler in der ersten Mannschaft seines Vereins wurde er mit seinem Klub fünf Mal Deutscher Meister und zwar 1961, 1962 und 1963 im Feldhockey und 1962 und 1963 im Hallenhockey.
Für seine sportlichen Leistungen wurde er am 24. Dezember 1963 vom Bundespräsidenten mit dem Silbernen Lorbeerblatt ausgezeichnet.